# Volo Northwest Airlink 2268
Il volo Northwest Airlink 2268 era un volo di pendolari tra l'aeroporto internazionale di Cleveland-Hopkins a Cleveland, Ohio, e l'Aeroporto Metropolitano di Detroit-Contea di Wayne a Romulus, nel Michigan, appena fuori Detroit. Il volo era operato dalla Fischer Brothers Aviation, operante come Northwest Airlink, ed era operato da un CASA C-212. Il 4 marzo 1987 l'aereo si schiantò durante il tentativo di atterraggio. Nove dei 19 occupanti tra passeggeri e membri dell'equipaggio a bordo rimasero uccisi nell'incidente.

## Il volo
Il volo Northwest Airlink 2268 era composto dal capitano David W. Sherer (45) e dal primo ufficiale Shawn D. Manningham (25).
Alle 14:30 dopo essere stato autorizzato per un avvicinamento visivo alla pista 21R e mentre era a soli 60-70 piedi dal suolo, il volo 2268 virò a sinistra in discesa e poi rollò a destra. Il bimotore turboelica colpì l'area della rampa all'interno e a sinistra della soglia della pista, ribaltandosi e poi colpendo un camion della ristorazione prima di prendere fuoco.
Nove delle 19 persone a bordo dell'aereo persero la vita, inclusi entrambi i piloti. Le autopsie determinarono che la causa della morte erano l'inalazione di fumo e le ustioni. Gli investigatori federali affermarono che le nove vittime non sarebbero morte se la composizione dei cuscini dei loro sedili fosse stata di materiale ignifugo. Nell'incidente rimasero ferite anche tre persone a terra.

## L'indagine
L'indagine sull'incidente si rivelò piuttosto difficile in base al fatto che l'aereo non disponeva né di un registratore dei dati di volo né di un registratore di suoni in cabina di pilotaggio.
Poco dopo l'inizio delle indagini gli investigatori appresero che il capitano Sherer era stato citato due volte per condotta di volo non sicura. I registri mostravano che la sua licenza era stata sospesa per 15 giorni nel 1979.
Il National Transportation Safety Board stabilì come probabile causa dell'incidente "l'incapacità del capitano di controllare l'aereo nel tentativo di riprendersi da una condizione di alimentazione asimmetrica a bassa velocità in seguito al suo uso intenzionale della modalità beta del funzionamento dell'elica per scendere e rallentare, i fattori che hanno contribuito all'incidente sono stati un avvicinamento visivo non stabilizzato, la presenza di un DC-9 in partenza sulla pista, il desiderio di effettuare un atterraggio a corto raggio, un volo più alto del normale e le impostazioni del flusso di carburante al minimo di entrambi i motori. La mancanza di materiale antincendio nei cuscini dei sedili dei passeggeri ha contribuito alla gravità delle lesioni".